# Endossexo
Uma pessoa endossexo ou diádica, também chamada de intrassexo ou perissexo, é alguém cujas características sexuais inatas se encaixam em ideias médicas típicas ou sociais normativas para corpos biologicamente femininos ou masculinos. A palavra endossexo é um antônimo de intersexo.
Endossexualidade, diadicidade de sexo ou perissexualidade refere-se às variações corporais endossexuais ou perissexuais e ao sexo diádico.

## Etimologia e significado
O prefixo endo- vem do grego antigo ἔνδον (éndon), que significa "interno, interior", enquanto o termo sexo é derivado do latim sexus, que significa “sexo; traços biológicos associados a gênero; machos ou fêmeas; genitálias”. O termo latino é derivado de protoindo-europeu *séksus, de *sek-, "cortar", significando assim seção ou divisão em masculino e feminino.
Surya Monro afirma que o termo é usado para "indicar uma pessoa nascida com características sexuais primárias consideradas tipicamente masculinas ou femininas no nascimento, portanto não designadas como intersexo". Janik Bastien-Charlebois usa o termo para identificar "pessoas cujo desenvolvimento sexual é considerado normal pela medicina e pela sociedade" ("personnes dont le développement sexuel est considéré normal par la médecine et la société").

## Origem
Uma referência ao termo endosex em inglês pode ser encontrada em um simpósio sobre intersexo realizado no congresso da Federação Européia de Sexologia em Berlim, Alemanha, em 30 de junho de 2000, onde Heike Bödeker falou sobre "Intersexo como uma ostentação da fantasia de grupo endossexo". Bödeker escreveu que cunhou o termo na primavera de 1999, declarando na tradução:
Assim como dialeticamente alguém não poderia ser heterossexual se não houvesse homossexuais, assim como não poderia ser cissexual se não houvesse transexuais, então nem poderia ser endossexo se não houvesse pessoas intersexo. Ou, mais geralmente, não se poderia ser "normal" se não houvesse anormalidades (principalmente com a implicação de que não haveria "dentro" se não houvesse "fora")
No alemão original:
Genauso wie man dialektischerweise nicht heterosexuell sein könnte, gäbe es keine Homosexuellen, wie man nicht cissexuell sein könnte, gäbe es keine Transsexuellen, so könnte man auch nicht endosexuell sein, gäbe es keine Intersexuellen. Oder auch ganz allgemeinhin, man könnte gar nicht »normal« sein, gäbe es keine Anormalität (meist mit der Implikation, es gäbe kein »drinnen«, gäbe es kein »draußen« – nämlich bezogen auf die Positionierung relativ zur Gruppe).
O termo perissexo surgiu como alternativa ao adjetivo diádico através de blogs do Tumblr na década de 2010.

## Importância e desambiguação
Endossexo tem sido usado para identificar a importância de contar histórias por jovens intersexos em suas próprias palavras, e sem ser recontextualizado ou reescrito por pessoas não intersexo.
O termo pode ser distinguido de cisgênero, um antônimo de transgênero, que é usado para descrever alguém cuja identidade de gênero corresponde ao seu sexo atribuído ou observado ao nascer. Em artigos de periódicos sobre o gênero não binário, de Monro, e sobre os direitos reprodutivos de pessoas transgênero, de Blas Radi, os autores usam o termo para ajudar a distinguir as diferentes experiências vividas de pessoas que são tanto intersexo quanto transgênero de pessoas que são transgênero e não intersexo.

## Uso
As Academias Nacionais de Ciências, Engenharia e Medicina (NASEM), dos Estados Unidos, relataram em 2020 que "alguns defensores e provedores estão cada vez mais usando o termo endossexo para descrever pessoas cujas características sexuais reprodutivas ou secundárias se alinham com os binários médicos".
O termo tem sido usado na defesa dos direitos humanos intersexo e em publicações que fornecem apoio de pares, incluindo trabalhos destinados a pais de crianças intersexo e para jovens intersexo.
Escritores acadêmicos e trabalhadores de apoio de pares usaram o conceito para identificar como as pessoas com corpos intersexuais foram obrigados a se adaptar a sociedades que só aceitam corpos endosexo. Brömdal e outros afirmam que os currículos de educação sexual privilegiam corpos e experiências endosexuais, promovendo sentimentos de vergonha e sigilo em alunos intersexos. Em uma entrevista à mídia, um organizador de grupo de apoio afirma que pessoas intersexos são submetidas a exames médicos desnecessários que seriam proibidos em mulheres endosexos.
Zelada e Quesada Nicoli afirmam que os Estados Unidos justificam as cirurgias de adaptação cosmética porque os corpos intersexuais não podem ser compreendidos, e que são as pessoas intersexos que devem se adaptar a um modelo de "privilégio endosexual". Monro e outros afirmam que "normas médicas e sociais arraigadas e tradicionalistas impedem tentativas de mudar práticas para apoiar a diversidade corporal e garantir que pessoas intersexo tenham cidadania igual às pessoas endosex", apelando à "co-produção de conhecimento" por pessoas intersex e endosex em estudos intersexuais.
Em setembro de 2020, Dominic Perrottet, tesoureiro do estado de New South Wales, na Austrália, declarou que uma diretiva de seu Departamento encorajando o uso de linguagem inclusiva era "completamente inaceitável", seguindo uma mensagem oficial para a equipe do Tesouro por seu secretário adjunto de Estratégia Econômica, Joann Wilkie. Wilkie sugeriu "não supor, quando você está conversando com um colega, que ele é heterossexual/cisgênero/endosexo". O Daily Telegraph relatou que Perrottet queria que os funcionários se sentissem incluídos e desconhecia o significado da palavra endosexo.